# Памятники истории и культуры местного значения Карагандинской области
Памятники истории и культуры местного значения Карагандинской области — это отдельные постройки, здания и сооружения с исторически сложившимися территориями указанных построек, мемориальные дома, здания и сооружения, некрополи, мавзолеи и отдельные захоронения а также произведения монументального искусства, включенные в Государственный список памятников истории и культуры местного значения Карагандинской области и являющиеся потенциальными объектами реставрации, представляющие историческую, научную, архитектурную, художественную и мемориальную ценность и имеющие особое значение для истории и культуры всей страны. Списки памятников истории и культуры местного значения утверждаются исполнительным органом региона по представлению уполномоченного органа по охране и использованию историко-культурного наследия.

## История
В 1978 году Исполнительные комитеты областных Советов народных депутатов Карагандинской и Джезказганской областей приняли постановления «О памятниках культуры, рекомендуемых под государственную охрану». Этими решениями предусматривалось оформить охранное обязательство и разработать проекты реставрации памятников.
В 1997 году Жезказганская область была упразднена, а её территория вновь вошла в состав Карагандинской области. Таким образом, список памятников объектов культурного наследия был объединён.
16 апреля 2010 года был утверждён новый Государственный список памятников истории и культуры местного значения Карагандинской области, одновременно с которым все предыдущие решения по этому поводу были признаны утратившими силу. В новый список вошло 1538 объектов на территории области. При этом нужно отметить, что часть объектов представляют собой ансамбли, состоящие из целого ряда строений.
В конце 2014 в закон «Об охране и использовании историко-культурного наследия» внесены поправки, в соответствии с которыми полномочия лишать объекты местного значения статуса памятников истории и культуры перешли к управлениям культуры при акиматах. Изменения нового списка памятников произошли в 2015 году.
Список памятников Карагандинской области разделён на следующие разделы:
- Караганда
- Балхаш
- Жезказган
- Сарань
- Сатпаев
- Темиртау
- Шахтинск
- Абайский район
- Актогайский район
- Бухар-Жырауский район
- Жанааркинский район
- Каркаралинский район
- Нуринский район
- Осакаровский район
- Улытауский район
- Шетский район